# Turene

Mapa mostrando a antiga província de Turene, com is atuais departamentos e comunas

Bandeira de Turene

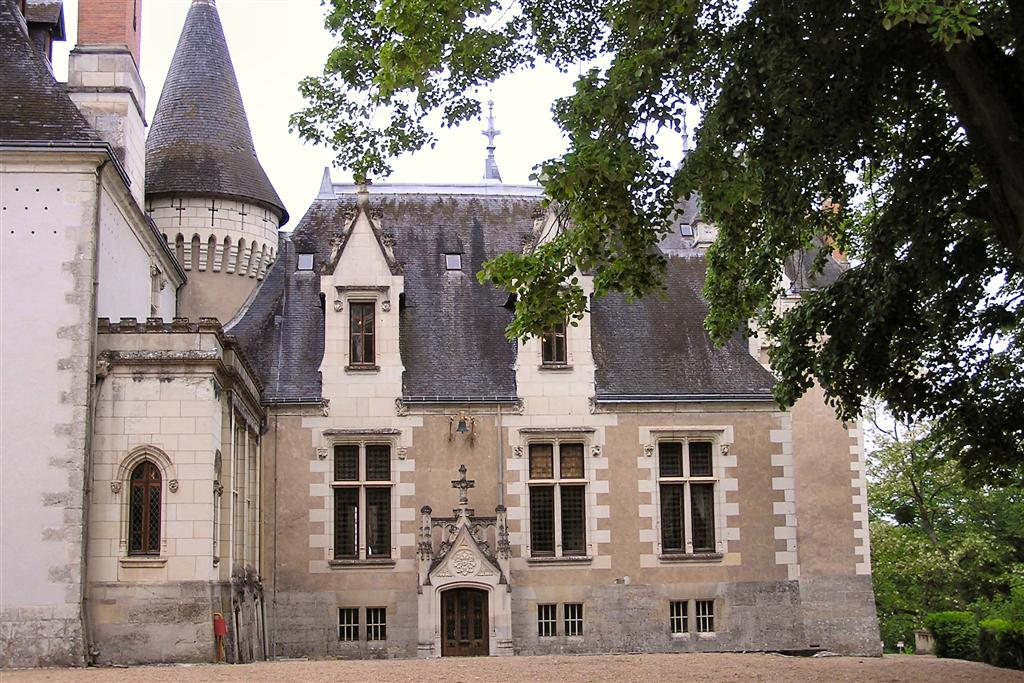
Castelo de Candé, um dos inúmeros castelos da região

Turene (em francês: Touraine) foi uma antiga província da França cuja capital era a cidade de Tours. Durante a reorganização política do território francês em 1790, a província de Turene foi dividida entre os departamentos de Indre-et-Loire, Loir-et-Cher e Indre.

## Geografia
A antiga Turene é cortada pelo rio Líger e seus afluentes Cher, Indre e Vienne.

## História
O nome Turene é proveniente de uma tribo Celta chamada turones, que habitava a região no início da era cristã. 
Conhecida como "O Jardim da França", Turene era o retiro dos reis no fim da Idade Média e Renascença.
Em 1044, o controle de Turene foi dado aos angevinos, que se tornaram reis da Inglaterra em 1154 (inicialmente com Henrique II de Inglaterra), sendo o castelo de Chinon a maior fortaleza desses reis. Em 1206, Filipe II de França reinou sobre a Turene. Foi então que Turene foi transformada em ducado real.
Em 1429, Joana d'Arc teve um encontro histórico em Chinon com o futuro Carlos VII de França. O ducado real transformou-se em província em 1584, que foi, por sua vez, dividida em departamentos em 1790.

## Turismo
A histórica região de Turene é famosa por seus vários castelos, tais como o Amboise, o Azay-le-Rideau, o Chaumont, o Chenonceaux, o Chinon, o Langeais, o Loches, o Villandry e o Blois. A região também tem a fama de ser o local onde se fala o francês mais puro e sem sotaque.